# Hoa hậu Quý bà Hoàn vũ
Hoa hậu Quý bà Hoàn vũ (tiếng Anh: Mrs. Universe) là cuộc thi sắc đẹp toàn cầu dành cho phụ nữ đã kết hôn trong độ tuổi từ 18 đến 55, có gia đình và sự nghiệp.  Cuộc thi được tổ chức lần đầu tiên tại Sofia, Bulgaria vào năm 2007.

## Danh sác các Hoa hậu Quý bà Hoàn vũ
| Năm  | Quốc gia   | Người chiến thắng    | Nơi tổ chức            | Số lượng thí sinh |
| ---- | ---------- | -------------------- | ---------------------- | ----------------- |
| 2022 | Nga        | Elena Maksimova      | Sofia, Bulgaria        | 70                |
| 2021 | Gruzia     | Ana Siradze          | Seoul, Hàn Quốc        | 100               |
| 2020 | Kazakhstan | Zhuldyz Abdukarimova | Cuộc thi trực tuyến    | 92                |
| 2019 | Myanmar    | Honey Cho            | Quảng Châu, Trung Quốc | 90                |
| 2018 | Monaco     | Julia Gershun        | Cebu, Philippines      | 85                |
| 2017 | Việt Nam   | Lưu Hoàng Trâm       | Durban, Nam Phi        | 78                |
| 2016 | Austria    | Olga Torner          | Guangzhou, Trung Quốc  | 60                |
| 2015 | Canada     | Ashley Callingbull   | Minsk, Belarus         | 56                |
| 2014 | Hoa Kỳ     | Sabrina Pinion       | Kuala Lumpur, Malaysia | 39                |
| 2013 | Malaysia   | Carol Lee            | Oranjestad, Aruba      | 24                |
| 2012 | Colombia   | Layla Martínez       | Rostov, Nga            | Không rõ          |
| 2011 | Venezuela  | Mayra Farias         | Pleven, Bulgaria       | Không rõ          |
| 2010 | Phần Lan   | Jennika Hanusaari    | Latvia, Riga           | Không rõ          |
| 2009 | Lithuania  | Vaida Ragénaite      | Vilnius, Lithuania     | Không rõ          |
| 2008 | Latvia     | Marika Gederte       | Riga, Latvia           | Không rõ          |
| 2007 | Bulgaria   | Eleonora Mancheva    | Sofia, Bulgaria        | Không rõ          |

### Số lần chiến thắng theo quốc gia
| Quốc gia   | Số lần | Năm  |
| ---------- | ------ | ---- |
| Nga        | 1      | 2022 |
| Gruzia     | 1      | 2021 |
| Kazakhstan | 1      | 2020 |
| Myanmar    | 1      | 2019 |
| Monaco     | 1      | 2018 |
| Việt Nam   | 1      | 2017 |
| Austria    | 1      | 2016 |
| Canada     | 1      | 2015 |
| Hoa Kỳ     | 1      | 2014 |
| Malaysia   | 1      | 2013 |
| Colombia   | 1      | 2012 |
| Venezuela  | 1      | 2011 |
| Phần Lan   | 1      | 2010 |
| Lithuania  | 1      | 2009 |
| Latvia     | 1      | 2008 |
| Bulgaria   | 1      | 2007 |

## Danh sách đại diện Việt Nam
| Năm         | Tên                   | Danh hiệu quốc gia                    | Quê quán                 | Thứ hạng       | Giải thưởng đặc biệt                             |
| ----------- | --------------------- | ------------------------------------- | ------------------------ | -------------- | ------------------------------------------------ |
| 2016        | Nguyễn Thị Thanh Hằng | -                                     | Thành phố Hồ Chí Minh    | Top 20         | Mrs Face                                         |
| 2017        | Lưu Hoàng Trâm        | -                                     | Texas, Hoa Kỳ            | Mrs Universe   | Business Woman                                   |
| 2018        | Châu Ngọc Bích        | -                                     | Kiên Giang               | Top 25         | Mrs Universe Ambassador Best in National Costume |
| 2019        | Phan Thị Hiếu         | Á hậu Quý bà Người Việt Toàn cầu 2018 | Quảng Ngãi               | Không đạt giải | Mrs Tourism Universe                             |
| 2020 (Vote) | Hồ Thị Oanh Yến       | -                                     | Hải Phòng                | Không đạt giải | Không đạt giải                                   |
| 2021        | Brooke Nguyen         | -                                     | British Columbia, Canada | Không đạt giải | Mrs Angelic                                      |
| 2022        | Hoàng Thanh Nga       | -                                     | Thành phố Hồ Chí Minh    | 1st Runner-up  | Mother of the Universe                           |